# Сборная Дании по теннису в Кубке Дэвиса
Сборная Дании в Кубке Дэвиса (дат. Danmarks Davis Cup-hold) — национальная сборная Дании, представляющая эту страну в Кубке Дэвиса — важнейшем теннисном соревновании на уровне мужских национальных сборных. Датская команда, впервые принявшая участие в розыгрыше Кубка Дэвиса в 1921 году, в тот же год стала полуфиналистом турнира претендентов; в 1927, 1950 и 1953 годах датчане становились финалистами Европейской отборочной зоны, а в 1988 году — четвертьфиналистами Мировой группы. Команда ни разу не играла в финале Кубка Дэвиса.

## Рекорды и статистика

### Команда
- Первый год в турнире — 1921
- Сезонов в турнире — 92
  - Из них в Мировой группе — 12
- Лучший результат — 1/2 финала турнира претендентов (1921); финал Европейской группы (1927, 1950, 1953); четвертьфинал Мировой группы (1988)
- Самая крупная победа — 5:0 по играм, 15:0 по сетам, 93:32 по геймам ( Люксембург— Дания, 1954)
- Самая длинная серия побед — 6 (2005—2006)
- Самый длинный матч — 15 часов 23 минуты ( Швеция— Дания 3:2, 2013)
  - Наибольшее количество геймов в матче — 273 ( Дания— Греция 4:1, 1974)
- Самая длинная игра — 4 часа 7 минут ( Маркус Эрикссон —  Фредерик Нильсен 6:3, 3:6, 6:71, 6:4, 9:7, 2013)
  - Наибольшее количество геймов в игре — 78 ( К. Нильсен/Т. Ульрих —  Р. Гёпферт/Х. Херманн 7:9, 14:16, 8:6, 8:6, 6:3, 1952)
- Наибольшее количество геймов в сете — 32 ( Аугустос Зерлендис —  Эйнер Ульрих 3:6, 8:6, 7:5, 17:15)

### Игроки
- Наибольшее количество лет в сборной — 20 (Торбен Ульрих)
- Наибольшее количество матчей — 47 (Фредерик Нильсен)
- Наибольшее количество игр — 103 (Фредерик Нильсен)
- Наибольшее количество побед — 63 (Фредерик Нильсен, 63—40)
  - В одиночном разряде — 42 (Курт Нильсен, 42—23)
  - В парном разряде — 26 (Фредерик Нильсен, 26—15)
  - В составе одной пары — 14 (Томас Кроманн/Фредерик Нильсен, 14—8)
- Самый молодой игрок — 14 лет 343 дня (Хольгер Руне, 7 апреля 2018)
- Самый возрастной игрок — 48 лет 347 дней (Торбен Ульрих, 16 сентября 1977)

## Состав в 2023 году
- Йоханнес Ингильдсен
- Эльмер Мёллер
- Хольгер Руне
- Кристиан Сигсгорд
- Аугуст Хольмгрен

Капитан: Фредерик Нильсен

## Недавние игры
| Группа                          | Дата                | Место           | Состав                                                       | Соперник                                                                  | Счёт |
| ------------------------------- | ------------------- | --------------- | ------------------------------------------------------------ | ------------------------------------------------------------------------- | ---- |
| I Мировая группа 2023           | 15—16 сентября 2023 | Хиллерёд, Дания | Й. Ингильдсен, Э. Мёллер, Х. Руне, К. Сигсгорд, А. Хольмгрен | Бразилия: М. Демолинер, Р. Матос, Ф. Мелигени Родригес Алвис, Т. Монтейру | 1:3  |
| I Мировая группа 2023, плей-офф | 3—4 февраля 2023    | Хиллерёд, Дания | Й. Ингильдсен, Э. Мёллер, Х. Руне, А. Хольмгрен              | Индия: Р. Бопанна, Ю. Бхамбри, П. Гуннесваран, С. Нагал                   | 3:2  |